# Christian Schulz
Christian Schulz (Bassum, 1º aprile 1983) è un ex calciatore tedesco, di ruolo difensore.

## Statistiche

### Presenze e reti nei club
Statistiche aggiornate all'12 aprile 2016.
| Stagione            | Club                | Campionato          | Campionato | Campionato | Coppe nazionali | Coppe nazionali | Coppe nazionali | Coppe continentali | Coppe continentali | Coppe continentali | Supercoppe | Supercoppe | Supercoppe | Totale | Totale |
| Stagione            | Club                | Comp                | Pres       | Reti       | Comp            | Pres            | Reti            | Comp               | Pres               | Reti               | Comp       | Pres       | Reti       | Pres   | Reti   |
| ------------------- | ------------------- | ------------------- | ---------- | ---------- | --------------- | --------------- | --------------- | ------------------ | ------------------ | ------------------ | ---------- | ---------- | ---------- | ------ | ------ |
| 2002-2003           | Werder Brema        | BL                  | 11         | 0          | CG              | 1               | 0               | -                  | -                  | -                  | -          | -          | -          | 12     | 0      |
| 2003-2004           | Werder Brema        | BL                  | 17         | 0          | CG              | 3               | 0               | -                  | -                  | -                  | -          | -          | -          | 20     | 0      |
| 2004-2005           | Werder Brema        | BL                  | 23         | 2          | CG              | 1               | 0               | UCL                | 3                  | 0                  | -          | -          | -          | 27     | 2      |
| 2005-2006           | Werder Brema        | BL                  | 30         | 0          | CG              | 2               | 0               | UCL                | 10                 | 1                  | -          | -          | -          | 42     | 1      |
| 2006-2007           | Werder Brema        | BL                  | 19         | 2          | CG+CdL          | 1+2             | 0+0             | UCL+CU             | 3+5                | 0+0                | -          | -          | -          | 30     | 2      |
| ago. 2007           | Werder Brema        | BL                  | 3          | 0          | CG+CdL          | 1+1             | 0+0             | UCL                | 2                  | 0                  | -          | -          | -          | 7      | 0      |
| Totale Werder Brema | Totale Werder Brema | Totale Werder Brema | 103        | 4          |                 | 12              | 0               |                    | 23                 | 1                  |            |            |            | 138    | 5      |
| set. 2007-mag. 2008 | Hannover 96         | BL                  | 29         | 4          | CG              | 1               | 0               | -                  | -                  | -                  | -          | -          | -          | 30     | 4      |
| 2008-2009           | Hannover 96         | BL                  | 31         | 3          | CG              | 1               | 0               | -                  | -                  | -                  | -          | -          | -          | 32     | 3      |
| 2009-2010           | Hannover 96         | BL                  | 33         | 2          | CG              | 1               | 0               | -                  | -                  | -                  | -          | -          | -          | 34     | 2      |
| 2010-2011           | Hannover 96         | BL                  | 33         | 4          | CG              | 1               | 0               | -                  | -                  | -                  | -          | -          | -          | 34     | 4      |
| 2011-2012           | Hannover 96         | BL                  | 27         | 1          | CG              | 2               | 0               | UEL                | 10                 | 0                  | -          | -          | -          | 39     | 1      |
| 2012-2013           | Hannover 96         | BL                  | 19         | 1          | CG              | 1               | 0               | UEL                | 8                  | 0                  | -          | -          | -          | 28     | 1      |
| 2013-2014           | Hannover 96         | BL                  | 27         | 1          | CG              | 1               | 0               | -                  | -                  | -                  | -          | -          | -          | 28     | 1      |
| 2014-2015           | Hannover 96         | BL                  | 31         | 1          | CG              | 2               | 0               | -                  | -                  | -                  | -          | -          | -          | 33     | 1      |
| 2015-2016           | Hannover 96         | BL                  | 24         | 2          | CG              | 2               | 0               | -                  | -                  | -                  | -          | -          | -          | 26     | 2      |
| Totale Hannover     | Totale Hannover     | Totale Hannover     | 254        | 19         |                 | 12              | 0               |                    | 18                 | 0                  |            |            |            | 284    | 19     |
| Totale carriera     | Totale carriera     | Totale carriera     | 357        | 23         |                 | 24              | 0               |                    | 41                 | 1                  |            |            |            | 422    | 24     |

### Cronologia presenze e reti in nazionale
| Cronologia completa delle presenze e delle reti in nazionale ― Germania | Cronologia completa delle presenze e delle reti in nazionale ― Germania | Cronologia completa delle presenze e delle reti in nazionale ― Germania | Cronologia completa delle presenze e delle reti in nazionale ― Germania | Cronologia completa delle presenze e delle reti in nazionale ― Germania | Cronologia completa delle presenze e delle reti in nazionale ― Germania | Cronologia completa delle presenze e delle reti in nazionale ― Germania | Cronologia completa delle presenze e delle reti in nazionale ― Germania |
| Data                                                                    | Città                                                                   | In casa                                                                 | Risultato                                                               | Ospiti                                                                  | Competizione                                                            | Reti                                                                    | Note                                                                    |
| ----------------------------------------------------------------------- | ----------------------------------------------------------------------- | ----------------------------------------------------------------------- | ----------------------------------------------------------------------- | ----------------------------------------------------------------------- | ----------------------------------------------------------------------- | ----------------------------------------------------------------------- | ----------------------------------------------------------------------- |
| 16-12-2004                                                              | Yokohama                                                                | Giappone                                                                | 0 – 3                                                                   | Germania                                                                | Amichevole                                                              | -                                                                       |                                                                         |
| 21-12-2004                                                              | Bangkok                                                                 | Thailandia                                                              | 1 – 5                                                                   | Germania                                                                | Amichevole                                                              | -                                                                       | 60’                                                                     |
| 9-2-2005                                                                | Düsseldorf                                                              | Germania                                                                | 2 – 2                                                                   | Argentina                                                               | Amichevole                                                              | -                                                                       | 75’                                                                     |
| 11-8-2010                                                               | Copenaghen                                                              | Danimarca                                                               | 2 – 2                                                                   | Germania                                                                | Amichevole                                                              | -                                                                       | 78’                                                                     |
| Totale                                                                  |                                                                         | Presenze                                                                | 4                                                                       |                                                                         | Reti                                                                    | 0                                                                       |                                                                         |

## Palmarès

### Club

#### Competizioni nazionali
- Campionato tedesco: 1

Werder Brema: 2003-2004
- Coppa di Germania: 1

Werder Brema: 2003-2004
- Coppa di Lega tedesca: 1

Werder Brema: 2006
- Coppa d'Austria: 1

Sturm Graz: 2017-2018